# Gladiolus serapiiflorus
Gladiolus serapiiflorus är en irisväxtart som beskrevs av Peter Goldblatt. Gladiolus serapiiflorus ingår i släktet sabelliljor, och familjen irisväxter. Inga underarter finns listade i Catalogue of Life.